# Propetamphos
Propetamphos ist eine chemische Verbindung aus der Gruppe der Thiophosphorsäureester. Die Verbindung wurde als Insektizid gegen Hygieneschädlinge verwendet.

## Gewinnung und Darstellung
Propetamphos kann ausgehend von Acetessigsäureisopropylester und Thiophosphoryltrichlorid hergestellt werden. Deren Produkt reagiert mit Methanol und Ethylamin zum Endprodukt.